# Wahlbezirk Böhmen 118
Der Wahlbezirk Böhmen 118 war ein Wahlkreis für die Wahlen zum Abgeordnetenhaus im österreichischen Kronland Böhmen. Der Wahlbezirk wurde 1907 mit der Einführung der Reichsratswahlordnung geschaffen und bestand bis zum Zusammenbruch der Habsburgermonarchie.

## Geschichte
Nachdem der Reichsrat im Herbst 1906 das allgemeine, gleiche, geheime und direkte Männerwahlrecht beschlossen hatte, wurde mit 26. Jänner 1907 die große Wahlrechtsreform durch Sanktionierung von Kaiser Franz Joseph I. gültig. Mit der neuen Reichsratswahlordnung schuf man insgesamt 516 Wahlbezirke mit je einem zu wählenden Abgeordneten, die durch Direktwahl mit allfälliger Stichwahl bestimmt wurden. Der Wahlkreis Böhmen 118 umfasste die Gerichtsbezirke Eger, Wildstein und  Graslitz ohne die Städte Graslitz (Wahlbezirk 89), Wildstein (Wahlbezirk 90) und Eger (Wahlbezirk 91). Aus der Reichsratswahl 1907 ging Albin Dötsch von der Sozialdemokratischen Arbeiterpartei als Sieger hervor. Er konnte sein Mandat bei der Reichsratswahl 1911 mit erneut im ersten Wahlgang verteidigen.

## Wahlergebnisse

### Reichsratswahl 1907
Die Reichsratswahl 1907 wurde am 14. Mai 1907 (erster Wahlgang) durchgeführt. Die Stichwahl entfiel auf Grund der absoluten Mehrheit von Albin Dötsch im ersten Wahlgang.
| Kandidat                                                                      | Partei                             | Wahlkreis- stimmen | Stimmanteil |
| ----------------------------------------------------------------------------- | ---------------------------------- | ------------------ | ----------- |
| Albin Dötsch                                                                  | Sozialdemokratische Arbeiterpartei | 4829               | 56,8 %      |
| Josef Mayer                                                                   | Deutsche Agrarpartei               | 1623               | 19,1 %      |
| Anton Frey                                                                    | Christlichsoziale Partei           | 1033               | 12,2 %      |
| Georg Schönerer                                                               | Alldeutsche Vereinigung            | 900                | 10,6 %      |
|                                                                               | Freisozialist                      | 70                 | 0,8 %       |
|                                                                               | Sonstige Parteien                  | 44                 | 0,5 %       |
| Wahlberechtigte: 10.588, Ungültige/Leere Stimmen: 80, Wahlbeteiligung: 81,0 % |                                    |                    |             |

### Reichsratswahl 1911
Die Reichsratswahl 1911 wurde am 13. Juni 1911 durchgeführt. Die Stichwahl entfiel auf Grund der absoluten Mehrheit von Albin Dötsch im ersten Wahlgang.
| Kandidat                                                                      | Partei                             | Wahlkreis- stimmen | Stimmanteil |
| ----------------------------------------------------------------------------- | ---------------------------------- | ------------------ | ----------- |
| Albin Dötsch                                                                  | Sozialdemokratische Arbeiterpartei | 5171               | 62,2 %      |
| Georg Werner                                                                  | Deutsche Agrarpartei               | 1687               | 20,3 %      |
| Hans Uhl                                                                      | Deutschradikale Partei             | 541                | 6,5 %       |
| Anton Frey                                                                    | Christlichsoziale Partei           | 418                | 5,0 %       |
| Georg Schönerer                                                               | Alldeutsche Vereinigung            | 350                | 4,2 %       |
| Anton Rudert                                                                  | Freisozialist                      | 105                | 1,3 %       |
|                                                                               | Sonstige Parteien                  | 44                 | 0,5 %       |
| Wahlberechtigte: 11.112, Ungültige/Leere Stimmen: 79, Wahlbeteiligung: 75,5 % |                                    |                    |             |